# Ruo (estat)
L'Estat de Ruò era un petit estat vassall durant la Dinastia Zhou xinesa (1046-256 aEC) els líders del qual usaven el títol de Zǐ (子), a grans trets equivalent a vescomte. Localitzat entre els estats de Qin i Chu, Ruo va ser finalment annexionat per l'Estat de Chu.

## Ascens i caiguda
La capital de Ruo era inicialment situada a Shangmi (商密), coneguda com a “Ruo Alt” (上鄀). En el 635 aEC, l'Estat de Qin i el seu igualment de poderós aliat l'Estat de Jin atacaren Ruo i amb la qual cosa l'estat veí de Chu, també un enemic de Qin i Jin, vingué en la seva ajuda. La gent de Shangmi es va rendir a Qin mentre el comandant de l'exèrcit de Chu va ser capturat. La persecució de les tropes de Chu arribà massa tard i l'exèrcit de Qin va tornar al seu territori. Pel 622 aEC, les relacions de Ruo amb Qin s'havien fet més properes però a Qin encara dubtaven sobre la qüestió de les seves relacions amb Chu. Açò va conduir a Qin a capturar Ruo i incorporar la ciutat dins del seu propi territori. Ruo va traslladar la seva capital a la veïna província de Hubei, a prop de la ciutat de Yicheng on va ser coneguda com a “Ruo Baix” (鄀下). Després del trasllat, Ruo es convertí en un estat vassall de Chu i en una data desconeguda va ser totalment assimilat dins de l'estat.

## Llegat
En el 506 aEC, el desè any del Rei Zhao de Chu, l'Estat de Wu n'atacà la capital de Chu, YingActualment Jingzhou, Hubei. En la posterior Batalla de Boju, l'estat de Chu seria gairebé exterminat. Més tard aquest mateix any Wu es va retirar i el rei Zhao va tornar a la capital. Un any més tard en el 507 aEC, Wu va derrotar a l'armada de Chu, una vegada més augmentant l'amenaça del seu extermini i, per tant, van decidir traslladar la seva capital de Ying a la capital de l'estat homònim de Ruo on s'ocultarien de l'avantguarda de Wu. Com la gent de Chu s'havia acostumat a dir a la seva capital “Ying”, Ruo va començar a ser coneguda com a “Ying del Nord”. No es coneix en quin moment la capital es va tornar a traslladar a la seva ubicació original de Ying. Algunes fonts suggereixen que això va ser l'any 432 aEC durant el regnat del Rei Hui de Chu, fent Ruo la capital de Chu durant uns seixanta anys.

## Inscripcions en artefactes antics de bronze
En la seva recerca sobre els instruments de bronze descoberts en l'antic estat de Ruo, l'historiador Guo Moruo escriu que entre les inscripcions hi ha caràcters per “Ruo Alt” (上鄀) mentre “Ruo Baix” (下鄀) és escrit com “蠚” (hē). Guo suggereix que es tractaven d'estris públics. 
En un article del 2001 titulat “Explicació Introductoria de les Inscripcions de Shi Shan Pan”, Song Fenghan (朱凤瀚) escriu que les inscripcions als artefactes Shi Shan Pan en el Museu Nacional de la Xina esmenten Ruo i, per tant, això demostra que tal estat existia en l'època de la dinastia Zhou Occidental. Zhou Baohong (周宝宏) també fa associació entre l'Estat de Ruo i el període de Primaveres i Tardors.